# صفحه طولانی
«صفحه طولانی» (به انگلیسی: The Long Play) آلبومی از هنرمند اهل آلمان ساندرا کرتو است که در سال ۱۹۸۵ میلادی منتشر شد.